# Szaruna
Szaruna – miejscowość w Egipcie, w muhafazie Al-Minja. W 2006 roku liczyła 22 221 mieszkańców.